# Лакатош, Пал
Пал Лакатош (венг. Lakatos Pál; род. 7 июня 1968 года в Вашарошнамене, Венгрия) — венгерский боксёр-профессионал, серебряный призёр чемпионата Европы по боксу 1993 года, трёхкратный бронзовый призёр чемпионатов Европы 1991, 1998 и 2000 годов, тринадцатикратный чемпион Венгрии, участник Олимпийских игр и чемпионатов мира в весовой категории до 48 кг в любительских соревнованиях.

## Биография
Пал Лакатош родился 7 июня 1968 года в Вашарошнамене, Венгрия.
В 1990 году дебютировал в национальной сборной Венгрии в весовой категории до 48 кг (на протяжении всей любительской карьеры выступал в данной категории).
В 1991 году завоевал бронзовую медаль на чемпионате Европы в шведском Гётеборге, дошёл до четвертьфинала чемпионата мира в Сиднее (Австралия).
21 мая 1999 года во второй части матчевой встречи Венгрия — США Лакатош победил по очкам своего соперника в весовой категории до 48 кг, будущего чемпиона мира в профессиональном боксе Брайана Вилорию.
В 1992 году квалифицировался на Олимпийские игры в Барселоне, был участником четвертьфинальной стадии олимпийского турнира.
В 1993 году стал обладателем серебряной медали европейского первенства в Бурсе (Турция), дошёл до четвертьфинала чемпионата мира в финском Тампере.
В 1994 году выступал на Кубке мира в Бангкоке (Таиланд).
В 1995 году принимал участие в чемпионате мира в Берлине.
В 1996 году дошёл до четвертьфинала чемпионата Европы в Вейле (Дания), не сумев пройти отборочный тур на Олимпийские игры в Атланте.
В 1997 году участвовал в домашнем чемпионате мира в Будапеште.
В 1998 году завоевал бронзовую награду на чемпионате Европы в Минске (Белоруссия).
В 1999 году был участником четвертьфинала чемпионата мира в американском Хьюстоне.
В 2000 году выиграл «бронзу» европейского первенства в Тампере, принимал участие в олимпийском турнире в Сиднее.
После Олимпиады перешёл в профессиональный бокс.
В 2001 году провёл первый профессиональный бой.
В 2004 году завершил спортивную карьеру.
После окончания карьеры открыл в Сигетсентмиклоше боксёрский клуб «Школа бокса Пала Лакатоша».

## Любительская карьера

### 1990—1992 годы
Пал Лакатош выступал за боксёрский клуб «Вашаш» из Будапешта.
В 1990 году Лакатош начал выступать за сборную Венгрии в международных турнирах в весовой категории до 48 кг.
В мае 1991 года Лакатош впервые попал в число призёров европейского первенства, проходившего в шведском Гётеборге. В 1/8 финала он выиграл у турка Ассара Джиритли (по очкам, 48:9), в четвертьфинале перебоксировал соперника из СССР Ншана Мунчяна (по очкам, 23:19). В полуфинале Лакатош уступил титулованному болгарскому боксёру Ивайло Маринову (по очкам, 15:24), завоевав, таким образом, бронзовую медаль чемпионата.
В ноябре того же года венгр дебютировал на чемпионате мира. На турнире, проходившем в Сиднее (Австралия) Лакатош в первом круге остановил Фаусто дель Росарио из Доминиканской республики (по очкам, 22:9). В 1/8 финала Лакатош победил филиппинца Роэля Веласко (по очкам, 25:15), но на четвертьфинальной стадии уступил Даниелю Петрову (Болгария) (по очкам, 12:30).
В марте 1992 года Лакатош прошёл олимпийский отбор, успешно выступив в квалификационных соревнованиях, которые проводились в рамках ежегодного турнира «Chemistry Cup» в Галле (Германия). Венгерский боксёр последовательно победил ирландца Джона МакКуиллана (за явным преимуществом в первом раунде), Владимира Ганченко (СССР) и румына Валентина Барбу (по очкам, 16:5), став обладателем путевки на Олимпиаду. Поражение в финале от Яна Куаста из Германии (по очкам, 3:14) уже не имело решающего значения.
На Олимпийских играх в Барселоне Лакатош дошёл до четвертьфинала, выиграв у Владимира Ганченко (за явным преимуществом во втором раунде) и одолев южнокорейца Чо Дон Бума (по очкам, 20:15). Но на четвертьфинальной стадии Лакатош вновь не сумел преодолеть барьер в лице Даниеля Петрова, проиграв ему по очкам со счётом 8:17.

### 1993—1996 годы
В мае 1993 года на чемпионате мира в Тампере (Финляндия) венгерский боксёр в третий раз проиграл Петрову на крупных международных турнирах. Начав соревнования с победы над Ча Кван Чулом из Южной Кореи (по очкам, 23:15), Лакатош встретился в четвертьфинале с болгарином и уступил по очкам со счётом 15:23.
В сентябре 1993 года Лакатош завоевал серебряную награду на чемпионате Европы в Бурсе (Турция). В 1/8 финала он прошёл поляка Рафала Нидбалски (досрочная победа в третьем раунде ввиду получения соперником травмы), в четвертьфинале победил Гусейна Мамедова (Азербайджан) (по очкам, 13:3), а в полуфинале выиграл у россиянина Эдуарда Гайфуллина (по очкам, 8:2). В финале же Лакатоша ожидал Петров, которому венгр по сложившейся печальной для него традиции проиграл по очкам со счётом 4:10.
В 1994 году принимал участие в Кубке мира в Бангкоке (Таиланд), но уступил в первом же бою хозяину соревнований Прамунасаку Пхосувану (по очкам, 8:9).
В 1995 году Лакатош неудачно выступил на чемпионате мира в Берлине, проиграв в первом круге Ншану Мунчяну (Армения) решением судей в закончившемся вничью поединке (11:11).
В 1996 году венгр не прошёл четвертьфинальную стадию чемпионата Европы в датском Вейле. Выиграв в 1/8 финала у поляка Анджея Ржаны (по очкам, 9:2), он проиграл затем румынскому боксёру Сабину Борнею (по очкам, 7:19) и остался без путёвки на Олимпийские игры в Атланте.

### 1997—2000 годы
В 1997 году Лакатош не сумел добиться значимых успехов на чемпионате мира в Будапеште (Венгрия). В первом круге турнира Пал Лакатош в сложном бою одолел колумбийца Вилфредо Вальдеса (по очкам, 15:16), но в 1/8 финала проиграл своему постоянному оппоненту на крупных международных соревнованиях Даниелю Петрову из Болгарии (по очкам, 1:8).
В 1998 году венгерский боксёр завоевал вторую в карьере бронзовую награду европейских чемпионатов. На континентальном первенстве в Минске (Беларусь) Лакатош в трудной борьбе добрался до полуфинала. В 1/8 финала он выиграл с преимуществом в одно очко у эстонца Сергея Тасимова (9:8), а в четвертьфинале с аналогичной разницей — у Рудольфа Дуди из Словакии (7:6). Однако на полуфинальной стадии соревнований Лакатош не сумел ничего противопоставить литовцу Иванасу Стаповичусу (по очкам, 7:13).
В августе 1999 года Лакатош выступал на чемпионате мира в американском Хьюстоне, где дошёл до четвертьфинала. Стартовав со стадии 1/8 финала, венгр убедительно победил будущего чемпиона мира в профессиональном боксе Ивана Кальдерона из Пуэрто-Рико (по очкам, 10:3). Однако в следующем бою Лакатоша ждал олимпийский чемпион 1996 года в весовой категории до 51 кг кубинец Майкро Ромеро. Венгерский боксёр разгромно проиграл оппоненту по очкам со счётом 1:11.
В ноябре Лакатош успешно прошёл отборочный тур чемпионата Европы 2000 года, но преодолеть олимпийскую квалификацию сумел лишь с третьей попытки, проиграв этапы отбора, проходившие в рамках турниров «Golden Belt Tournament» (Румыния) и «Acropolis Cup» (Греция). В итоге на Олимпиаду в Сиднее Лакатош попал через квалификационный турнир «Multi Nations Tournament» (Великобритания) в марте 2000 года.
В мае 2000 года Лакатош принял старт на чемпионате Европы в финском Тампере. Малое количество участников соревнований в весовой категории до 48 кг позволило Лакатошу начать выступления с четвертьфинальной стадии. Венгр выиграл по очкам у шведского боксёра Хенока Алема (16:8) и стал бронзовым призёром чемпионата, поскольку в следующем поединке уступил Валерию Сидоренко с Украины (по очкам, 4:10).
В сентябре 2000 года Лакатош выступал на олимпийском турнире в Сиднее (Австралия). По жребию спортсмен был освобождён от поединков первого круга, однако уже стартовый бой в 1/8 финала стал для венгра последним. Лакатош проиграл по очкам со счётом 8:20 Ким Ун Чолу (КНДР) и выбыл из турнира.
В 2001 году венгерский боксёр не выступал за национальную сборную на международных турнирах, приняв решение перейти в профессиональный бокс
.

## Профессиональная карьера
На профессиональном ринге Лакатош дебютировал 31 марта 2001 года в возрасте 32 лет, в легчайшем весе, в своём единственном титульном поединке дрался в рамках второй наилегчайшей весовой категории. Большинство боёв (4) провёл в Венгрии, также выходил на ринги Италии, Испании, Германии, Франции, Польши, Словакии. Тренер — Ференц Циллаг. Менеджер — Йозеф Дьяри.
На протяжении профессиональной карьеры не достиг высоких результатов, в основном выступая в роли джорнимена.
28 июня 2002 года провёл титульный поединок за малозначимый титул TWBA во втором наилегчайшем весе, проиграв по очкам в двенадцатираундовом бою испанцу Лахсене Земмури.
Встречался с чемпионами Европы Мимуном Шеном, Франком Горю, Бернаром Иномом, Андреа Сарритцу, Иваном Посо, а также с будущим чемпионом мира по версии WBA в легчайшем весе Владимиром Сидоренко.
В 2004 году завершил выступления, добившись 5 побед при двух ничьих в 18 проведённых боях.

## Личная жизнь
После завершения карьеры Пал Лакатош открыл в Сигетсентмиклоше боксёрский клуб под названием «Школа бокса Пала Лакатоша», трудится в клубе тренером.